# Distenia phaeocera
Distenia phaeocera es una especie de escarabajo longicornio del género Distenia, categorizada en la tribu Disteniini, de la orden Coleoptera. Fue descrita por Bates en 1880.

## Descripción
Mide 16-21 mm de longitud.

## Distribución
Se distribuye por Belice, Costa Rica, El Salvador, Guatemala, Honduras, México, Nicaragua y Panamá.